# Gówniak
Gówniak (również Główniak, Głowniak, Wołowe Skałki) – szczyt w Paśmie Babiogórskim w Beskidzie Żywiecko-Orawskim (w regionalizacji według Jerzego Kondrackiego w Beskidzie Żywieckim). Znajduje się w północno-wschodniej grani masywu Babiej Góry. Mapa Geoportalu podaje jego wysokość 1644 m. Gówniak jest jednym z tzw. pięciu szczytów grzbietowych Babiej Góry i jest często mylnie brany przez turystów za właściwy szczyt Babiej Góry (zwłaszcza podczas mgły, kiedy ten ostatni jest niewidoczny).

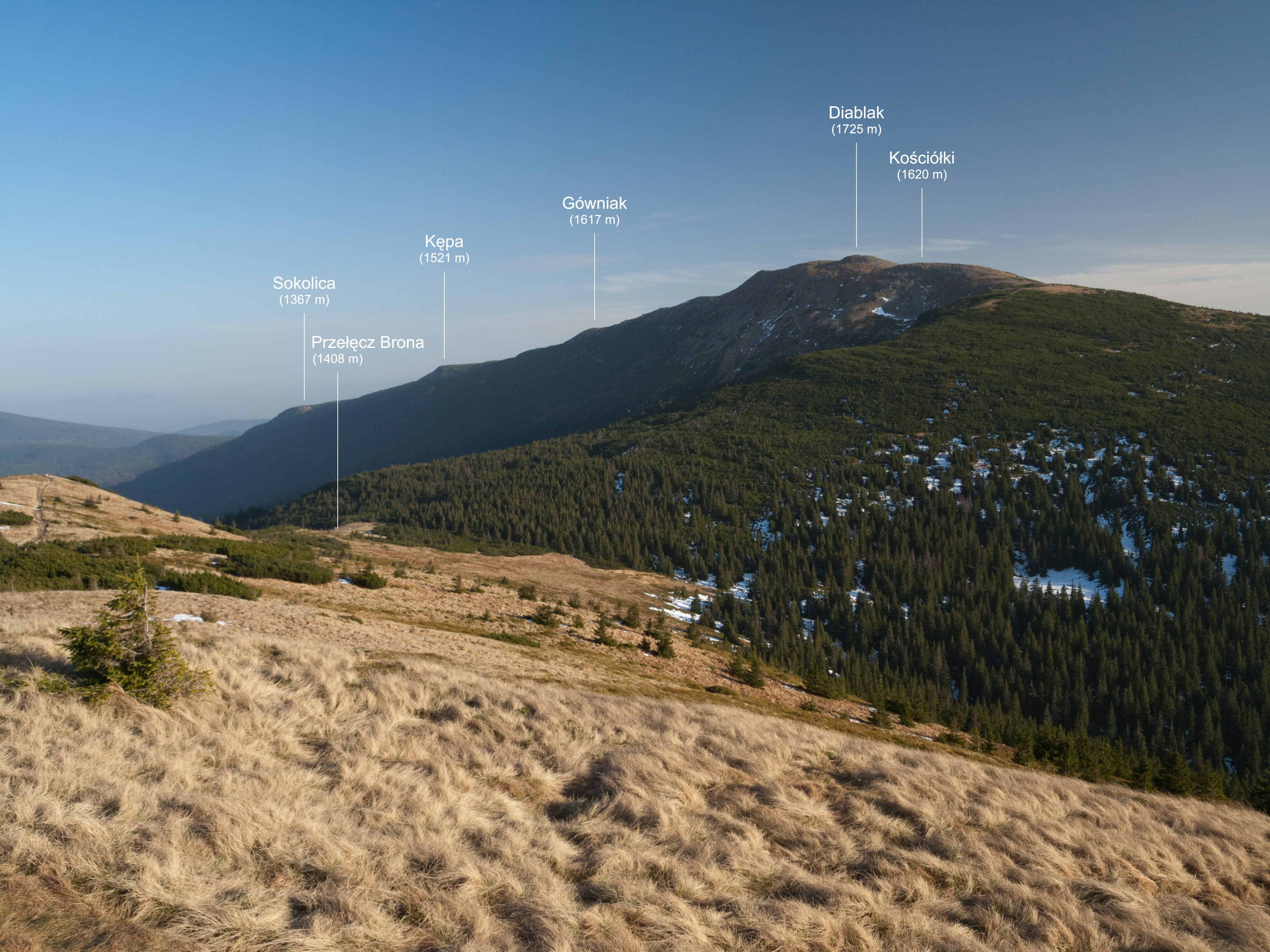
Masyw Babiej Góry, Gówniak wśród podpisanych szczytów

Nazwa „Wołowe Skałki” pochodzi od tego, że dawniej orawscy pasterze, wypasający woły na południowych stokach Babiej Góry, zaganiali je na noc pod ochronę tutejszych wychodni skalnych, zaś nazwa „Gówniak” – od dużej ilości gromadzących się tu bydlęcych odchodów. Występująca na niektórych mapach nazwa „Główniak” jest zdaniem W. Midowicza przekręceniem nazwy „Gówniak” i wyrazem fałszywej skromności.
Przez szczyt przebiegała kiedyś granica pomiędzy Galicją a Orawą, należącą do Królestwa Węgier. Od 1920 cały rejon pięciu szczytów grzbietowych należy do Polski (z przerwą na okres II wojny światowej). W okresie II wojny światowej biegła tędy granica słowacko-niemiecka, jej pozostałością są granitowe słupki z literami S i D (S – Slovensko, D – Deutschland). Słupki te zostały później obalone. W 2012 r. wykorzystano je do budowy ścieżki turystycznej.
Szczyt Gówniaka tworzy dość wyraźne skaliste wypiętrzenie, a jego otoczenie zawalone jest głazami. Jest to tzw. rumowisko Babiej Góry. Na rumowisku tym wiosną licznie białymi kwiatami zakwita sasanka alpejska.
Przez Gówniak prowadzi szlak turystyczny na główny szczyt Babiej Góry – Diablaka (fragment Głównego Szlaku Beskidzkiego). Na szlaku tym powyżej Gówniaka znajdują się jeszcze dwa wypłaszczenia grzbietu: Mały Garb Niżni (1660 m) i Mały Garb Wyżni (1675 m), a także znajdująca się tuż poniżej szczytu Diablaka płytka przełęcz, zwana od 1980 r. Siodłem Bończy (1715 m).
Przez Gówniak biegnie granica między miejscowościami Zawoja w powiecie suskim i Lipnica Wielka w powiecie nowotarskim (obydwie w województwie małopolskim).

## Szlaki turystyczne
Krowiarki – Sokolica – Kępa – Gówniak – Diablak